# Гастингс, Генри, 3-й граф Хантингдон
Генри Гастингс (англ. Henry Hastings; около 1535, Эшби-де-ла-Зуш, Лестершир, Королевство Англия — 14 декабря 1595, Йорк, Йоркшир, Королевство Англия) — английский аристократ, 3-й граф Хантингдон, 7-й барон Хангерфорд, 5-й барон Молейнс, 8-й барон Ботро и 4-й барон Гастингс с 1561 года, рыцарь Бани и кавалер ордена Подвязки. Воспитывался вместе с Эдуардом VI, при Елизавете неофициально считался наследником престола как потомок Йорков. 

## Биография
Генри Гастингс принадлежал к знатному роду, представители которого упоминаются ещё в Книге Страшного суда (1086 год). Он был праправнуком Уильяма Гастингса, 1-го барона Гастингса из Эшби де Ла Зуш, казнённого по приказу Ричарда III в 1483 году, внуком 1-го графа Хантингдона. Генри родился приблизительно в 1535 году в семье Фрэнсиса Гастингса, 2-го графа Хантингдона, и Кэтрин Поул. Через бабку по отцу он происходил от Вудвиллов, по линии матери был правнуком Маргарет, графини Солсбери, последней представительницы династии Йорков. Для него это означало довольно близкое родство с Тюдорами и наличие гипотетических прав на английский престол.
Образование Гастингс начал получать в отцовском поместье Ашби-де-ла-Зуш в Лестершире. По приглашению короля Генриха VIII он переехал ко двору и начал учиться вместе с принцем Уэльским Эдуардом, который был на год младше. Вскоре после своего восшествия на престол Эдуард посвятил Гастингса в рыцари Бани (20 февраля 1547). С 1548 года сэр Генри учился в Колледже королевы в Кембридже; историки отмечают, что и при дворе, и в университете он проникался духом протестантизма. Его отец стал союзником Джона Дадли, 1-го герцога Нортумберленда, который при Эдуарде VI сосредоточил в своих руках всю власть. Чтобы скрепить этот союз, 21 мая 1553 года Хантингдон женил сына на дочери герцога, Кэтрин Дадли; в тот же день брат Кэтрин Гилфорд Дадли женился на Джейн Грей — двоюродной племяннице короля и претендентке на корону. В июле того же года Эдуард VI умер, Джейн стала королевой, но всего через девять дней её свергла сестра Эдуарда Мария. Гастингс оказался в Тауэре и вышел на свободу после того, как его родственники принесли новой королеве присягу.
После смерти Марии в 1558 году королевой стала её сестра Елизавета I, которая высоко ценила Гастингса. 23 января 1559 года сэр Генри был вызван в парламент как барон Гастингс, годом позже он унаследовал семейные титулы и владения. При незамужней Елизавете 3-й граф Хантингдон считался одним из неформальных наследников престола — наряду с Кэтрин Грей и Марией Стюарт. Его поддерживала большая часть протестантской знати, и в 1562 году, когда Елизавета была тяжело больна, общественное мнение склонялось в пользу сэра Генри как будущего короля. Граф был принципиальным противником брака Марии Стюарт с герцогом Норфолком, некоторое время он был стражем Марии в замке Татбери.
Сэр Генри занимал посты лорда-лейтенанта Лестершира и Ратлендшира (с 1569 года), президента Совета Севера (с 1572). 15 июня 1579 года он стал кавалером ордена Подвязки. Граф умер 14 декабря 1595 года бездетным, так что его наследником стал брат — Джордж Гастингс.